# Koninklijke Automobiel Club der Vlaanderen
De Koninklijke Automobiel Club der Vlaanderen (Frans: Royal Automobile Club des Flandres, Engels: Royal Automobile Club Flanders), afgekort tot RACF, is een vereniging zonder winstoogmerk voor toerisme en autosport. De vereniging komt op voor de belangenverdediging van de gebruikers van motorvoertuigen en maatregelen voor het gebruik van motorvoertuigen en in het wegverkeer. De vereniging zetelt in Gent en richt zich in principe tot Vlaanderen, maar er zijn geen woonplaatsvereisten voor het lidmaatschap.

## Geschiedenis

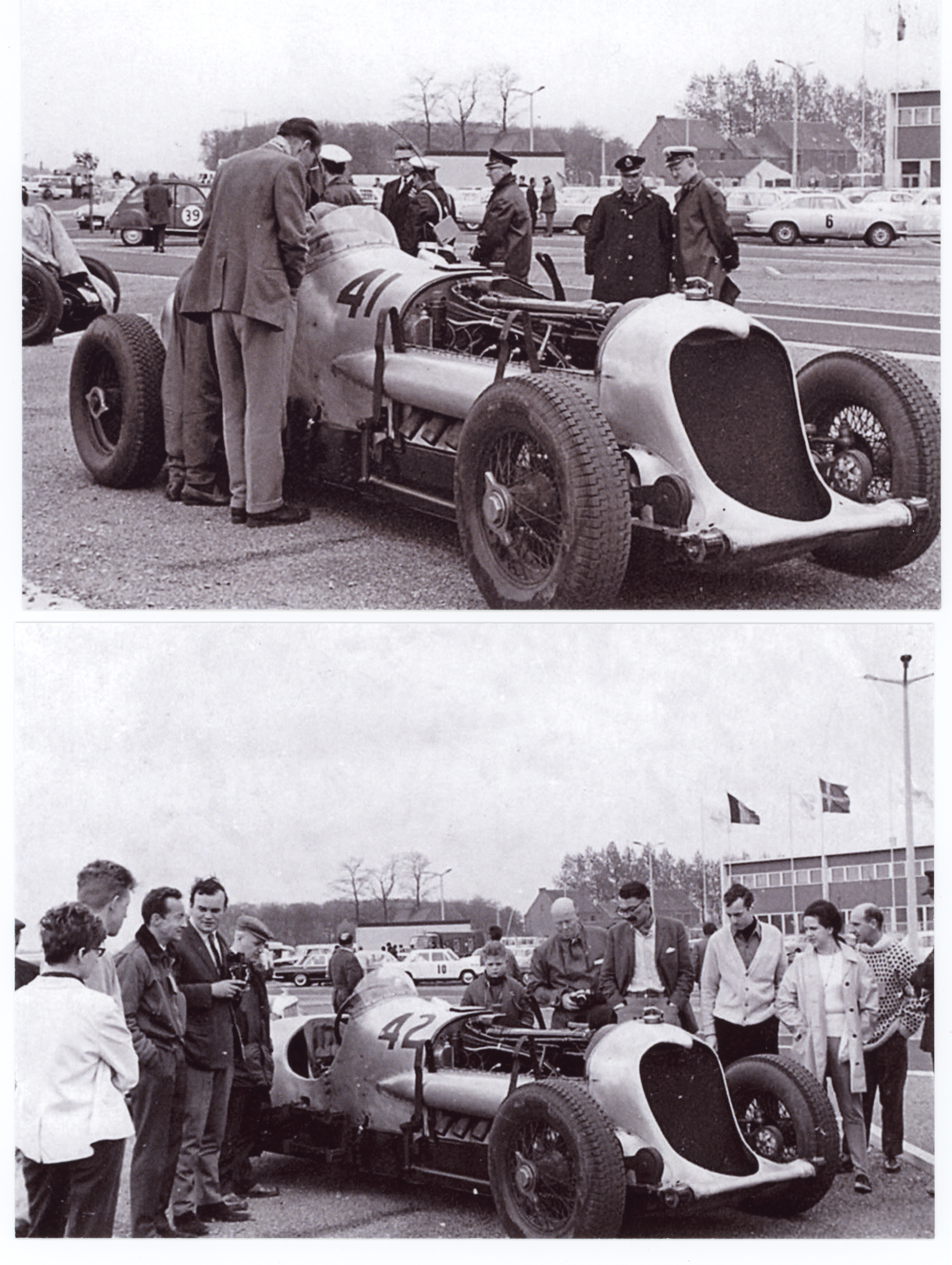
Een Napier tijdens de vliegende en stilstaande kilometer (1975)

De RACF werd op 24 februari 1899 in Gent opgericht onder de naam Automobile Club des Flandres (ACF). Ze kreeg in 1949 de huidige naam Koninklijke Automobiel Club der Vlaanderen.
De RACF is een onafhankelijke regionale automobielclub specifiek voor de provincies Oost- en West-Vlaanderen, naar het voorbeeld van gelijkaardige clubs in Luik, Bergen, Namen, Brussel en Antwerpen.  Er was geen officiële band met de nationale Koninklijke Automobiel Club van België (RACB) die de enige vertegenwoordiger van België was voor de internationale automobielsport en hierdoor een monopolie had op autowedstrijden. De regionale organisaties waren vooral recreatief gericht.
Bij de aanvang was het een zeer elitaire organisatie. In 1900 waren er in heel België slechts 715 auto's, waarvan slechts 28 in Oost-Vlaanderen en 9 in West-Vlaanderen. Het lokaal van de club was aanvankelijk gevestigd op de Kouter 16 in Gent, boven The Excelsior Wine Company. In 1910 verhuisde het secretariaat naar het stadspaleis van Arnold Vander Haeghen in de Veldstraat in Gent. De garage van de club was eerst in de Kortedagsteeg en vanaf 1909  in de toenmalige Minerva-garage op het Graaf van Vlaanderenplein, de latere "Cinéma Capitole”.

### Brugse afdeling
Binnen het ACF werd in 1902 een afzonderlijke Brugse afdeling opgericht. Vanuit hun lokaal in Café Central op de Markt en later het Grand Hotel de Commerce (het huidige Hotel Navarra) in de Sint-Jacobsstraat in Brugge organiseerden ze tal van activiteiten. In het hotel Navarra was er ook een garage gehuisvest. Er waren regelmatig gemeenschappelijke activiteiten waarbij de afdeling uit Gent aansloot bij die in Brugge of omgekeerd.

## Doelstellingen
De doelen zoals beschreven in het oprichtingsdocument van de Automobile Club des Flandres waren:
- Inrichten van automobiele activiteiten
- Excursies
- Stimuleren van herstel of aanleg van wegen
- Hulp met douanepapieren
- Verdedigen van gemeenschappelijke belangen (belastingen of andere)
- Bereikbaarheid verhogen van en studie van toerisme, sport en de automobiele industrie
- Voordrachten
- Inrichting van bibliotheek en leeszaal

## Activiteiten

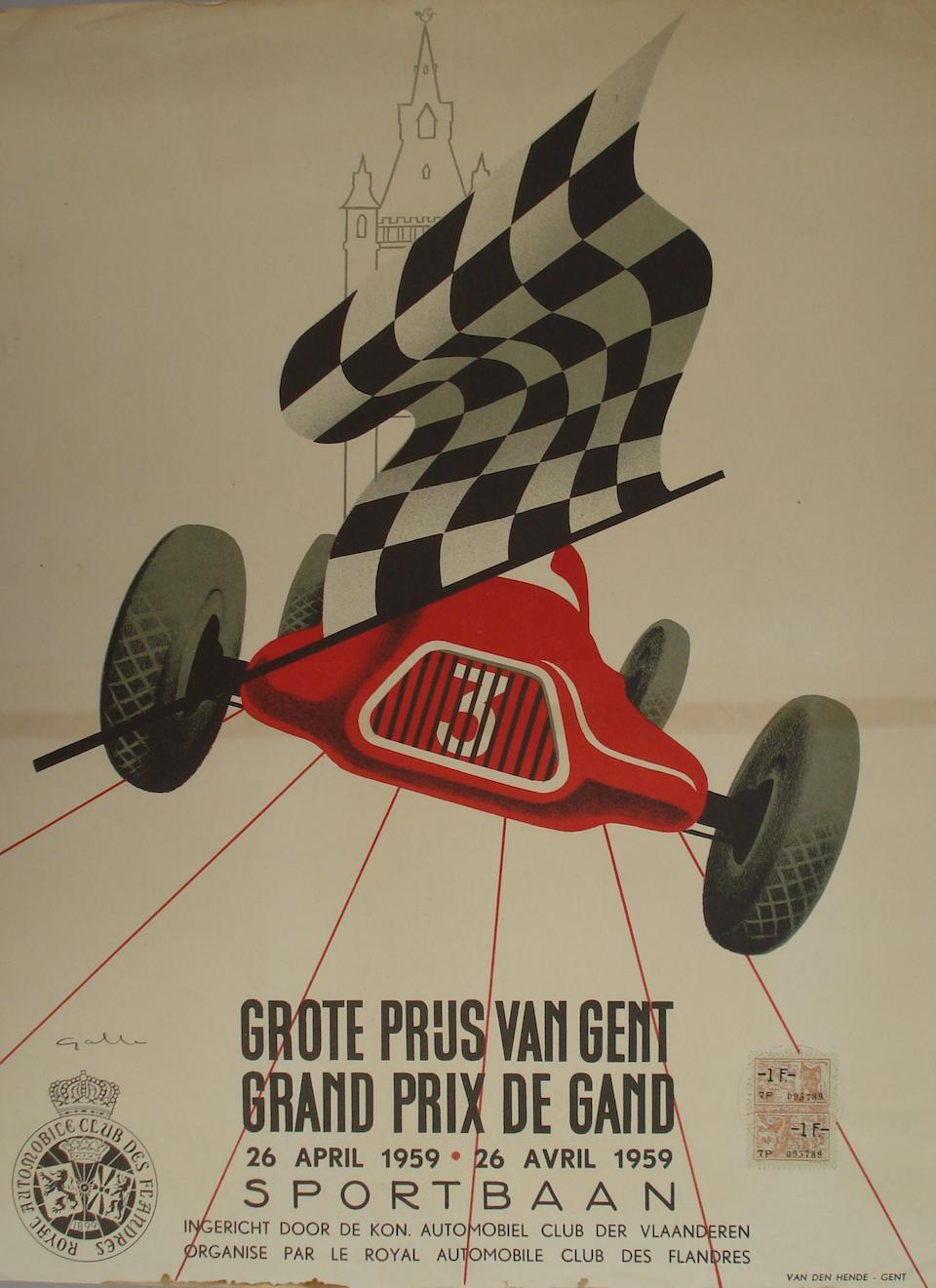
1959 Grote Prijs van Gent - Affiche

De clubs zorgden voor dienstverlening met praktische formaliteiten, zoals bijvoorbeeld de toelating om in het buitenland te rijden en toegangstickets voor evenementen, en beschikte over een leeszaal waar de leden zich konden informeren over auto's en de internationale autosport. Er werden ook regelmatig lezingen georganiseerd en banketten gehouden  De lokale activiteiten waren van in het begin gericht op het ontdekken van de mogelijkheden van de automobiel en op het verleggen van grenzen aan de hand van uitstappen en behendigheidswedstrijden.
Van in het begin van de 20ste eeuw werden in Gent snelheidswedstrijden als de "vliegende en stilstaande kilometer" georganiseerd. Van 1967 tot 1976 werden deze wedstrijden door de club opnieuw georganiseerd op de Kennedylaan in Gent. Omwille van het uitzonderlijke karakter, kwam een delegatie van de Britse Bentley Drivers Club ieder jaar langs om hun bolides uit te testen. Een terugkerend evenement waren de  “rallye-ballon” of ballonrally’s. Dit waren ritten waarbij een luchtballon werd opgelaten en auto's de ballon volgden. Bij landing van de ballon kregen ze een kaartje van de ballonvaarder met de tijd op. Met dat kaartje moesten ze zo snel mogelijk terug naar de startplaats rijden.
Andere activiteiten waren onder andere de Grande Fête Automobile die van 1906 tot aan de Eerste Wereldoorlog in Gent werd georganiseerd. In 1959 werd er een Grote Prijs van Gent georganiseerd waarvan het parcours rond de Watersportbaan liep.
Er werden ook meermaals activiteiten georganiseerd samen met andere Automobiel Clubs.

### Activiteiten Brugse afdeling
De activiteiten van de West-Vlaamse afdeling waren gelijkaardig aan degene die in Gent werden ingericht. In Varsenare werd in 1902 een snelheidswedstrijd georganiseerd op de oprijlaan naar het kasteel. Die wedstrijd zou 120 jaar later herhaald worden met oldtimers uit die periode. In 1909 vond een Grande Fête Automobile op de Markt van Brugge plaats, met een behendigheidswedstrijd, een "concours d’élégance" en een défilé.
In recentere tijden wordt meer de nadruk gelegd op toeristische excursies en voordrachten rond het thema "auto" en de belangenverdediging van alle motorvoertuigengebruikers.
Op 8 juni 2024 viert de club zijn 125e verjaardag.

## Verbanden met andere organisaties

##### Federatie van Belgische Automobiel Clubs
In 1923 werd de RACF samen met andere regionale automobielclubs ondergebracht in een overkoepelende organisatie, de Federatie van Belgische Automobiel Clubs

##### Belgische Federatie voor Oude Voertuigen
Sinds de oprichting in 1988 is de RACF lid van de Belgische Federatie voor Oude Voertuigen (BFOV-FBVA). 

##### Automobile Club d'Ostende et du Littoral
Samen met de Antwerpse automobielclub organiseerde de RACF in 1903 voor het eerst de jaarlijkse Semaine Automobile d'Ostende, in 1907 volgden Middelkerke en Westende. Speciaal voor deze evenementen werd in 1908 de afzonderlijke  Automobile Club d'Ostende et du Littoral gesticht, maar de Automobile Club des Flandres bleef praktische steun verlenen.